# Atletica leggera femminile ai Giochi della XVIII Olimpiade
Ai Giochi della XVIII Olimpiade di Tokyo 1964 sono stati assegnati 12 titoli nell'atletica leggera femminile.

## Calendario
| Gare   |       |                          |                          |           |           |                   |                   |    |    |  |  |
|        | 100 m | 100 m                    |                          | 200 m     | 200 m     | Staffetta 4x100 m | Staffetta 4x100 m | 12 |    |  |  |
|        | 400 m |                          | 400 m                    | 800 m     | 800 m     | 800 m             |                   | 12 |    |  |  |
|        |       | Pentathlon (1ª giornata) | Pentathlon (2ª giornata) | 80 m ost. | 80 m ost. |                   |                   | 12 |    |  |  |
| Lungo  | Alto  | Giavellotto              |                          |           | Disco     | Peso              |                   | 12 |    |  |  |
|        |       |                          |                          |           |           |                   |                   |    |    |  |  |
| Titoli | 1     | 1                        | 2                        | 2         | -         | 3                 | 2                 | 1  | 12 |  |  |

|  | Qualificazioni |  | Finali |

I 400 metri non si sovrappongono agli 800. Alcune atlete s'iscrivono ad entrambe. Una di esse, Ann Packer, sale sul podio sia nella prima che nella seconda.

Il Pentathlon non si sovrappone a nessun salto, né al peso né al disco. Le atlete multivalenti hanno così la possibilità di iscriversi sia alla prova multipla che alla loro specialità.

Inoltre la prova multipla non si sovrappone agli 80 ostacoli (Irina Press disputa entrambe le competizioni) e alla staffetta (le velociste ringraziano).

## Nuovi record
I sei record mondiali sono, per definizione, anche record olimpici.
| Fanno il loro esordio olimpico: | Fanno il loro esordio olimpico: | 400 metri e Pentathlon.                             |
| Nuovo record mondiale in        | 6 specialità:                   | 100m, 800m, 4x100, Lungo, Giavellotto e Pentathlon. |
| Nuovo record olimpico in altre  | 6 specialità:                   | 200m, 400m, 80h, Alto, Peso e Disco.                |

## Risultati delle gare
| Specialità | Oro                                                                     | Risultato    | Argento                                                          | Risultato    | Bronzo                                                         | Risultato    | Dettagli            |
| --- | ----------------------------------------------------------------------- | ------------ | ---------------------------------------------------------------- | ------------ | -------------------------------------------------------------- | ------------ | ------------------- |
| 100 m | Wyomia Tyus                                                             | 11"4 (11"49) | Edith McGuire                                                    | 11"6 (11"62) | Ewa Kłobukowska                                                | 11"6 (11"64) | Classifica completa |
| 200 m | Edith McGuire                                                           | 23"0 (23"05) | Irena Kirszenstein                                               | 23"1 (23"13) | Marilyn Black                                                  | 23"1 (23"18) | Classifica completa |
| 400 m | Betty Cuthbert                                                          | 52"0 (52"01) | Ann Packer                                                       | 52"2 (52"20) | Judy Amoore                                                    | 53"4         | Classifica completa |
| 800 m | Ann Packer                                                              | 2'01"1       | Maryvonne Dupureur                                               | 2'01"9       | Marise Chamberlain                                             | 2'02"8       | Classifica completa |
| 80 m ostacoli | Karin Balzer                                                            | 10"5 (10"54) | Teresa Ciepły                                                    | 10"5 (10"55) | Pam Kilborn                                                    | 10"5 (10"56) | Classifica completa |
| Salto in alto | Iolanda Balaș                                                           | 1,90 m       | Michele Brown-Mason                                              | 1,80 m       | Taïsija Čenčyk                                                 | 1,68 m       | Classifica completa |
| Salto in lungo | Mary Rand                                                               | 6,76 m       | Irena Kirszenstein                                               | 6,60 m       | Tat'jana Ščelkanova                                            | 6,42 m       | Classifica completa |
| Getto del peso | Tamara Press                                                            | 18,14        | Renate Garisch                                                   | 17,61 m      | Galina Zybina                                                  | 17,45 m      | Classifica completa |
| Lancio del disco | Tamara Press                                                            | 57,27        | Ingrid Lotz                                                      | 57,21 m      | Lia Manoliu                                                    | 56,97 m      | Classifica completa |
| Lancio del giavellotto | Mihaela Peneș                                                           | 60,54 m      | Márta Rudas                                                      | 58,27 m      | Elena Gorčakova                                                | 57,06 m      | Classifica completa |
| Pentathlon | Irina Press                                                             | 5.246 p.     | Mary Rand                                                        | 5.035 p.     | Galina Bystrova                                                | 4.956 p.     | Classifica completa |
| Staffetta 4×100 m | Polonia Teresa Ciepły Irena Kirszenstein Halina Górecka Ewa Kłobukowska | 43"6 (43"69) | Stati Uniti Willye White Wyomia Tyus Marilyn White Edith McGuire | 43"9 (43"92) | Regno Unito Janet Simpson Mary Rand Daphne Arden Dorothy Hyman | 44"0 (44"09) | Classifica completa |
| record mondiale; record olimpico; record mondiale stagionale; record africano; record asiatico; record europeo; record nord-centroamericano e caraibico; record sudamericano; record oceaniano; record nazionale; record personale; record personale stagionale. |                                                                         |              |                                                                  |              |                                                                |              |                     |

Statistiche
Delle otto vincitrici delle gare individuali di Roma, solo Wilma Rudolph (che vinse 100 e 200 metri) e Vera Krepkina (Salto in lungo) hanno abbandonato l'attività agonistica. Delle rimanenti sei, due non sono state convocate dalla loro nazionale, l'URSS, quindi si presentano a Tokyo per difendere il titolo quattro atlete: Ėl'vira Ozolina, Irina Press, Iolanda Balaș, Tamara Press. Le ultime due riusciranno a confermarsi. Irina Press vince a Tokyo il Pentathlon, invece a Roma era stata campionessa degli 80 ostacoli.

Sono cinque le primatiste mondiali che vincono la loro gara a Tokyo, nelle seguenti specialità: 80m ostacoli, Salto in alto, Peso, Disco e Pentathlon.

## Medagliere femminile
| Posizione | Paese            |    |    |    | Totale |
| --------- | ---------------- | -- | -- | -- | ------ |
| 1         | Unione Sovietica | 3  | 0  | 5  | 8      |
| 2         | Gran Bretagna    | 2  | 2  | 1  | 5      |
| 3         | Stati Uniti      | 2  | 2  | 0  | 4      |
| 4         | Romania          | 2  | 0  | 1  | 3      |
| 5         | Polonia          | 1  | 3  | 1  | 5      |
| 6         | Germania         | 1  | 2  | 0  | 3      |
| 7         | Australia        | 1  | 1  | 3  | 5      |
| 8         | Francia          | 0  | 1  | 0  | 1      |
| 8         | Ungheria         | 0  | 1  | 0  | 1      |
| 10        | Nuova Zelanda    | 0  | 0  | 1  | 1      |
| Totale    | Totale           | 12 | 12 | 12 | 36     |